# Хризостом II (архиепископ Афинский)

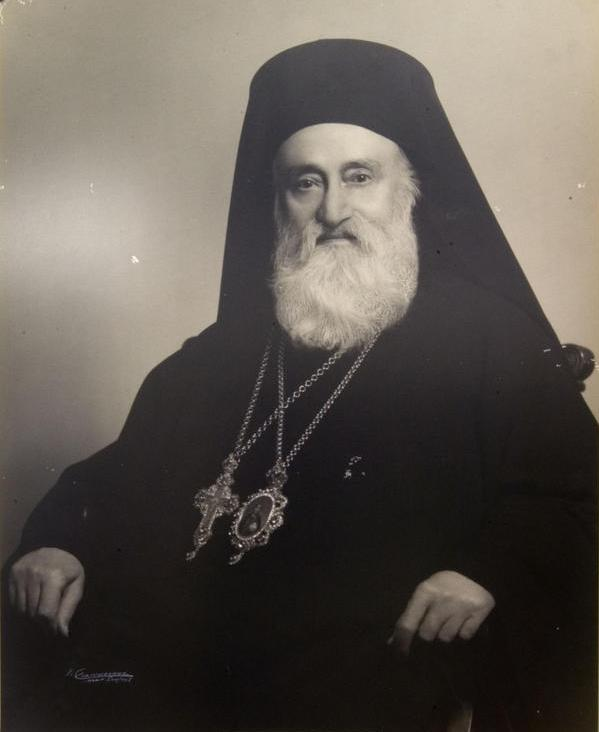

Архиепископ Хризостом II (греч. Αρχιεπίσκοπος Χρυσόστομος Β΄, в миру Фемистокли́с Хадзиста́вру, греч. Θεμιστοκλής Χατζησταύρου; 1878, Айдын, Османская империя — 9 июня 1968, Афины) — епископ Константинопольской, а затем Элладской православной церкви, в 1962—1967 годах предстоятель последней с титулом Архиепископ Афинский и всея Эллады.

## Биография

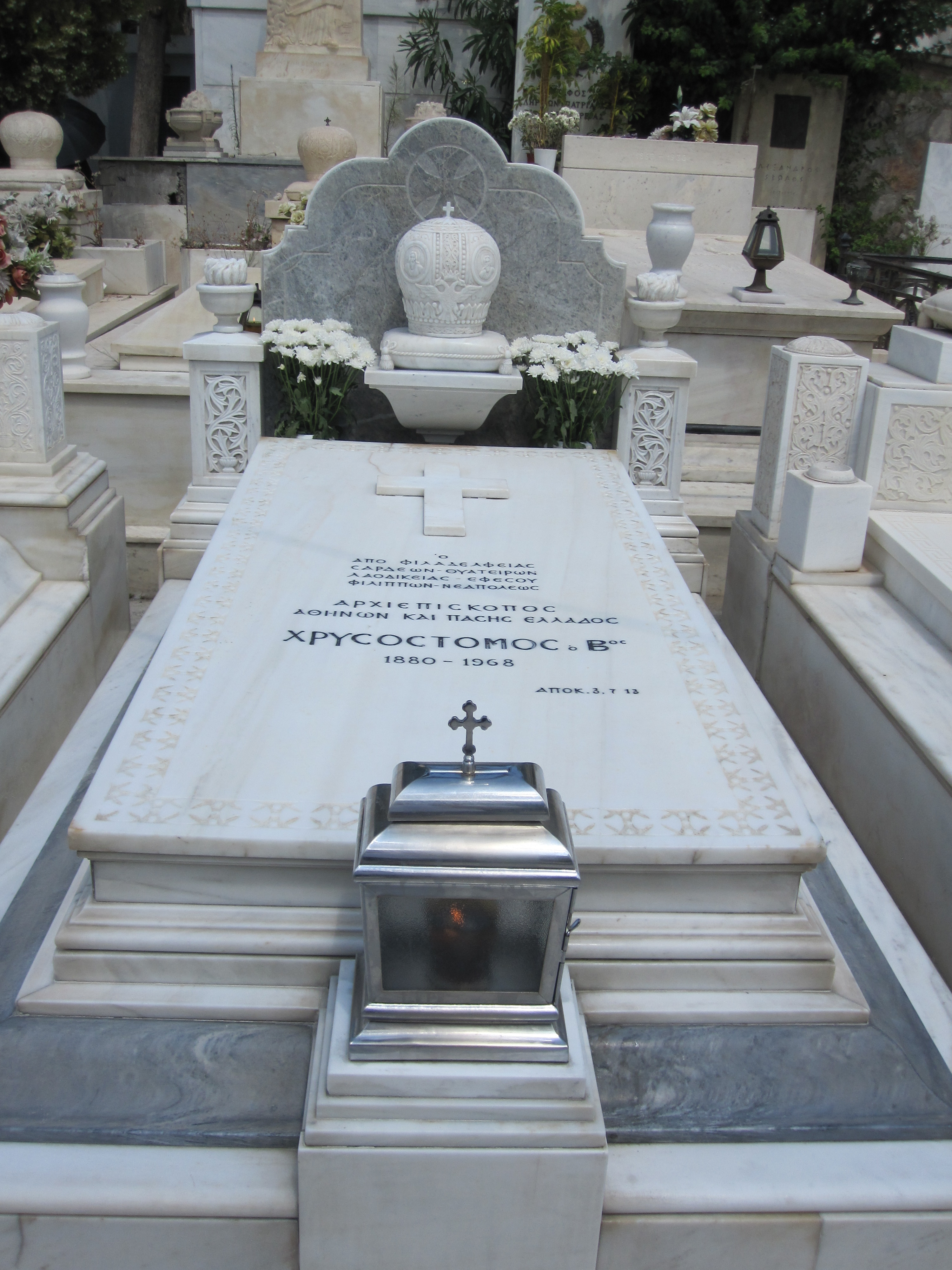
Гробница архиепископа Афинского Хризостома II на Первом афинском кладбище

В возрасте 17 лет гимназист Фемистоклос Хатзиставру воодушевил своих соучеников тайно покинуть остров. Они добрались до Афин и потребовали зачислить их в греческую армию для борьбы с турками. Юношам отказали.
Успешно окончил курса гимназии на острове Самос и в 1902 году — Богословскую школу на острове Халки. В 1902 году митрополитом Драмским Хризостомом рукоположён в сан диакона.
В 1906—1910 годы обучался на юридическом факультете Лозаннского университета.
По возвращении на родину служил архидиаконом Смирнской митрополии.
Как архидиакон митрополита Хризостома, сыграл решающую роль в восстании в Восточной Македонии. После смерти Павлоса Меласа поддерживал тайные контакты с Афинами для создания местного комитета обороны и организации вооружённых действий. Был заочно приговорён к лишению свободы сроком на 4 года турецким военным судом города Салоники.
Бежал с помощью Патриархата, и вернулся в 1908 году после младотурецкой революции и всеобщей амнистии.
26 декабря 1910 года хиротонисан в епископа Тралльского, викария митрополита Смирнского.
16 марта 1913 года Константинопольский Патриарх назначил его на кафедру митрополита Филадельфийского.
Во время управления Филадельфийской митрополией Хризостом за национально-освободительную деятельность был приговорён к смерти султанским наместником Рахмен-беем. Спасли его тогда от казни энергичные вмешательства и ходатайства влиятельных лиц.
С 19 февраля 1922 года — митрополит Эфесский.
Происшедшие в 1922 году трагические события на смирнском побережье привели к мученической кончине его учителя и покровителя митрополита Смирнского Хризостома. Он переехал в Грецию, где 5 февраля 1924 года избран митрополитом Родосским. 30 апреля 1924 года ушёл на покой.
30 августа 1924 года определен митрополитом Верийским и Наусским с поручением быть попечителем о беженцах из Малой Азии, а 7 октября того же года был переведён в новообразованную Филиппийскую митрополию.
В 1961 году митрополит Хризостом председательствовал на I Всеправославном Родосском Совещании. Тогда же у него установились тёплые отношения с делегатами от Русской Православной Церкви.
14 февраля 1962 году избран Архиепископом Афинским и всея Эллады.
В мае 1967 года после Апрельского переворота архиепископ Хризостом под давлением нового военного правительства 11 мая 1967 года был смещён с Афинского престола.
Скончался 9 июня 1968 года. Погребён на Первом афинском кладбище.